# Рамон-Беренгер I
Рамон-Беренгер I (кат. Ramon Berenguer I el Vell) — граф Барселони (1035—1076). За правління Рамона-Беренгера І було створено перший каталонський та перший повний європейський кодекс феодального права «Барселонські звичаї» (кат. Usatges de Barcelona, лат. Usatici Barchinonae).

## Біографія
Рамон-Беренгер І народився 1024 року, став графом Барселони після смерті свого батька Беренгер-Рамона І Горбатого у 1035. Саме за Рамона-Беренгера І домінування графства Барселони серед інших каталонських графств стала очевидним.
Рамон-Беренгер І відзначився своєю боротьбою з маврами, розширив свої володіння на захід до м. Барбастро в сучасному Арагоні та обклав маврів податками, що призвело до першого економічного підйому в Каталонії. 
Також за часи правління Рамона-Беренгера І було організовано перші морські походи каталонців у Західному Середземномор'ї. Граф був першим володарем Каталонії, який придбав землі на північ від Піренеїв (Каркассона та регіон Разес). 
За часів Рамона-Беренгера І вперше у Західній Європі, а саме в Каталонії, у 1027 році місцеві феодали були змушені обмежити свої міжусобні війни системою так званого «Миру Божого» (лат. Pax et Treuga Dei). 
Граф є засновником Собору св. Аулалії в Барселоні, де його й було поховано разом з третьою дружиною Алмодіс.